# Nannostomus unifasciatus
Nannostomus unifasciatus is een straalvinnige vissensoort uit de familie van de slankzalmen (Lebiasinidae). De wetenschappelijke naam van de soort is voor het eerst geldig gepubliceerd in 1876 door Franz Steindachner. Johan Natterer had de soort ontdekt in de Rio Negro.
De soort komt voor in het Amazonebekken. De visjes (max. lengte 3,8 cm) zijn ook populaire aquariumvisjes.